# Saison 2015-2016 du Racing 92
Cette page présente la saison 2015-2016 du Racing 92 en Top 14 et en coupe d'Europe.
La saison 2015-2016 du Racing 92 est une saison charnière pour celui-ci. Après une saison 2014-2015 qui a vu le club atteindre une nouvelle fois les barrages en Top 14 et réussir sa première qualification en quart de finale de l'European Rugby Champions Cup, les ambitions du club grandissent. C'est pourquoi la campagne d'abonnement de début de saison s'intitule « La promesse d'une nouvelle ère ». Cette saison est marquée par le changement de nom du club et d'un gros recrutement ponctué par l'arrivée de la star néo-zélandaise Dan Carter.
Pour cette saison, le club participe au Top 14 et est intégré dans la poule 3 de la coupe d'Europe. Le club francilien s'incline en finale de cette compétition face au club anglais des Saracens, puis remporte le championnat de France en battant le Rugby club toulonnais en finale.

## La saison
Budget
Avec un budget de 24,26 millions d'euros, celui-ci est le 5e budget, sur 14, du Top 14.

### Pré-saison
Le Racing 92 réalise un recrutement ambitieux de joueurs internationaux du Top 14 ou du Super 15. Le but de la saison est tourné vers la conquête d'un titre et faire oublier une saison 2014-2015 entre réussite et un final décevant avec les éliminations en barrage du TOP 14 face à au Stade Français et en 1/4 de finale de Coupe d'Europe face aux Saracens à la dernière minute.
La préparation a été ponctuée par deux matchs amicaux. Le 1er, face au Stade toulousain s'est soldé par une défaite 15-14 en fin de match, mais a permis de voir la 1re apparition sous le maillot ciel et blanc de l'ancien international néo-zélandais Joe Rokocoko, arrivé de Bayonne.
Le deuxième match de préparation les oppose à l'Aviron Bayonnais. Face à une équipe rétrogradée en Pro D2, le Racing s'impose 17-35 et soigne son attaque en inscrivant 5 essais. Pour son retour sur le terrain de son ancien équipe, Rokocoko inscrira le 1er essai du match et reçu les ovations du public.

### Récit de la saison sportive
Ce début de saison est marqué par de nombreuses absences de joueurs mis à disposition des équipes nationales pour la coupe du monde de rugby à XV 2015. Le Racing 92 est particulièrement touché à la suite de son recrutement de joueurs internationaux. Le club fournit le plus gros contingent pour le XV de France avec 5 joueurs, dont le capitaine Dimitri Szarzewski.
Malgré ces absences, le Racing 92 débute par une grosse performance à l’extérieur, comme il l'avait fait la saison dernière. Après Montpellier lors de l’exercice précédent, c'est le RC Toulon que le club francilien vient cueillir en début de saison. Ce succès (22-27) s'est construit principalement en seconde période grâce au pied de Maxime Machenaud (promu capitaine pendant l'absence de Dimitri Szarzewski) mais surtout par un essai de Chris Masoe, toulonnais la saison précédente, soutenu par le paquet d'avants.

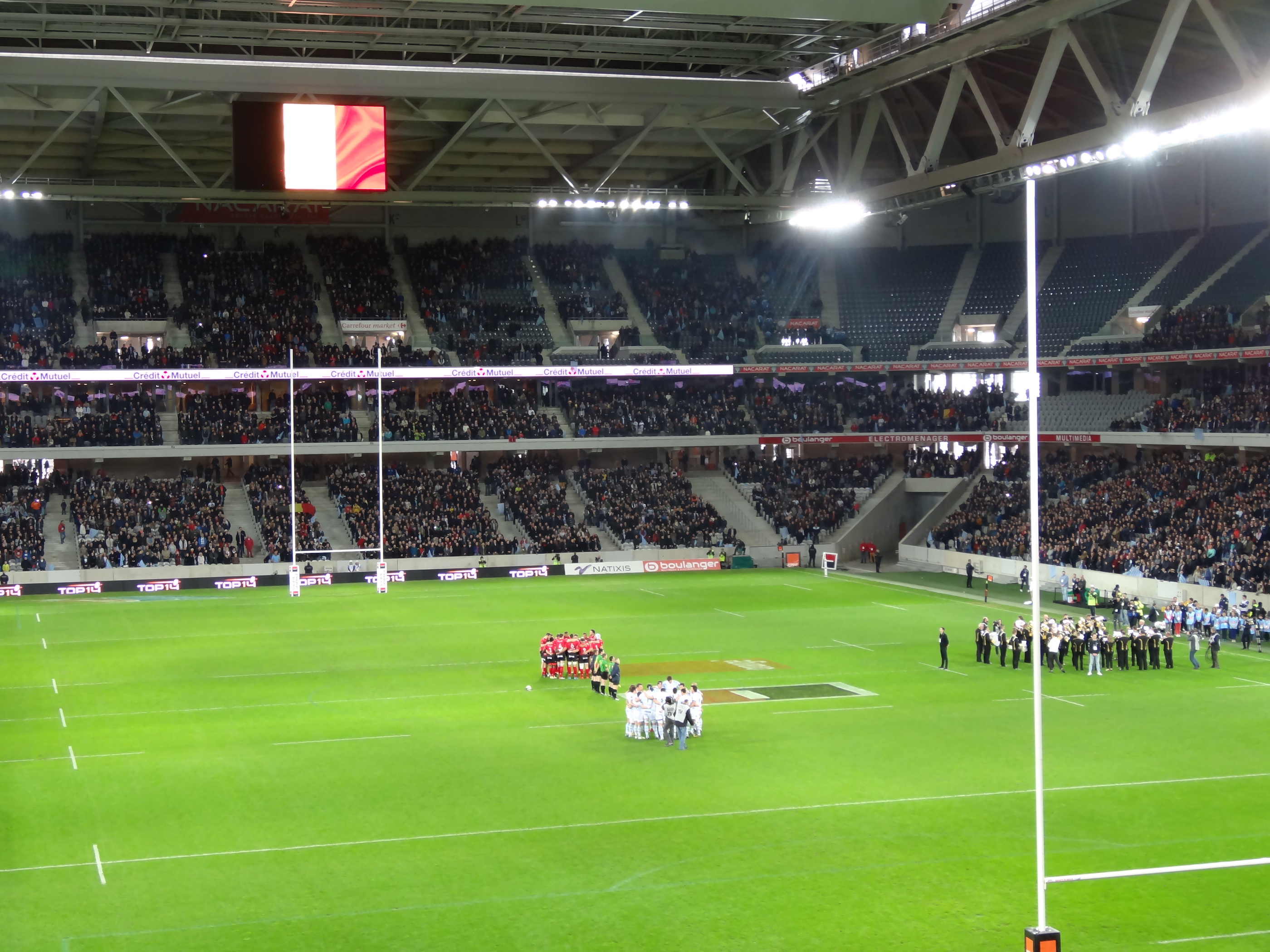
Le 26 mars, le racing reçoit Toulon au Stade Pierre-Mauroy.

Le Racing ne confirme pas sur les matchs suivants. Manquant d'agressivité et de discipline (Expulsion de Virgile Lacombe pour brutalité lors de la 3e journée), le Racing gagne de peu face à la Rochelle à domicile (20-19) avant de subir sa 1re défaite de la saison à Agen (30-18). Le Racing finira cette 1re partie de championnat, avant la coupure en raison de la coupe du monde, avec une victoire contre Grenoble (23-14) et un bilan toutefois positif (3V-1D) mais sans convaincre.
Le Racing reprendra par deux succès probant sur le terrain d'Oyonnax (9-18) et remportera le derby face au Stade français (27-18). Cette période sans les internationaux aura permis au club de donner du temps de jeu aux jeune de l'équipe, Camille Chat en tête inscrivant deux essais durant cette période.

## Effectif 2015-2016
| Nom                       | Poste                  | Naissance      | Nationalité sportive | Sélections (pts marqués) | Dernier club        | Arrivée au club (année) | JIFF |
| ------------------------- | ---------------------- | -------------- | -------------------- | ------------------------ | ------------------- | ----------------------- | ---- |
| Camille Chat              | Talonneur              | 18/12/1995     | France               | -                        | Formé au club       | 2013                    | oui  |
| Virgile Lacombe           | Talonneur              | 07/07/1984     | France               | -                        | Southern Kings      | 2013                    | oui  |
| Dimitri Szarzewski (cap.) | Talonneur              | 26/01/1983     | France               | 79 (35)                  | Stade français      | 2012                    | oui  |
| Eddy Ben Arous            | Pilier                 | 25/08/1990     | France               | -                        | US Tours            | 2008                    | oui  |
| Julien Brugnaut           | Pilier                 | 17/11/1981     | France               | 2 (0)                    | Munster             | 2010                    | oui  |
| Martín Castrogiovanni     | Pilier                 | 21/10/1981     | Italie               | 110 (60)                 | RC Toulon           | 2015                    | non  |
| Luc Ducalcon              | Pilier                 | 02/01/1984     | France               | 19 (0)                   | Castres olympique   | 2012                    | oui  |
| Cedate Gomes Sa           | Pilier                 | 07/08/1993     | France               | -                        | Saint-Nazaire       | 2011                    | oui  |
| Davit Khinchagishvili     | Pilier                 | 24/07/1982     | Géorgie              | 37 (15)                  | CA Brive            | 2013                    | non  |
| Nicolas Mirande           | Pilier                 | 26/12/1989     | Argentine            | -                        | Tucumán             | 2015                    | non  |
| Ben Tameifuna             | Pilier                 | 30/08/1991     | Nouvelle-Zélande     | -                        | Waikato             | 2015                    | non  |
| Khatchik Vartanov         | Pilier                 | 06/02/1993     | France               | -                        | Paris UC            | 2011                    | oui  |
| Manuel Carizza            | Deuxième ligne         | 23/08/1984     | Argentine            | 33 (5)                   | Stormers            | 2015                    | non  |
| Luke Charteris            | Deuxième ligne         | 09/03/1983     | Pays de Galles       | 46 (0)                   | USA Perpignan       | 2014                    | non  |
| Ross Filipo               | Deuxième ligne         | 18/03/1983     | Nouvelle-Zélande     | 4 (0)                    | Chiefs              | 2015                    | non  |
| Juandré Kruger            | Deuxième ligne         | 06/09/1985     | Afrique du Sud       | 17 (0)                   | Bulls               | 2013                    | non  |
| Boris Palu                | 2e ligne               | 4 février 1996 | France               |                          | Formé au club       | 2015                    |      |
| François van der Merwe    | Deuxième ligne         | 04/10/1983     | Afrique du Sud       | -                        | Stormers            | 2008                    | non  |
| Luc Barba                 | Troisième ligne aile   | 31/01/1992     | France               | -                        | Stade toulousain    | 2011                    | oui  |
| Wenceslas Lauret          | Troisième ligne aile   | 28/03/1989     | France               | 7 (0)                    | Biarritz olympique  | 2013                    | oui  |
| Bernard Le Roux           | Troisième ligne aile   | 04/06/1989     | France               | 23 (0)                   | Boland Cavaliers    | 2009                    | oui  |
| Yannick Nyanga            | Troisième ligne aile   | 19/12/1983     | France               | 46 (30)                  | Stade toulousain    | 2015                    | oui  |
| Antonie Claassen          | Troisième ligne centre | 20/09/1984     | France               | 6 (0)                    | Castres olympique   | 2014                    | oui  |
| Thibault Dubarry          | Troisième ligne centre | 24/11/1987     | France               | -                        | Biarritz olympique  | 2014                    | oui  |
| Chris Masoe               | Troisième ligne centre | 15/05/1979     | Nouvelle-Zélande     | 20 (15)                  | RC Toulon           | 2015                    | non  |
| Xavier Chauveau           | Demi de mêlée          | 14/10/1992     | France               | -                        | Formé au Club       | 2013                    | oui  |
| Maxime Machenaud          | Demi de mêlée          | 30/12/1988     | France               | 18 (43)                  | SU Agen             | 2012                    | oui  |
| Mike Phillips             | Demi de mêlée          | 29/08/1982     | Pays de Galles       | 94 (45)                  | Aviron bayonnais    | 2013                    | non  |
| Dan Carter                | Demi d'ouverture       | 05/03/1982     | Nouvelle-Zélande     | 112 (1598)               | Crusaders           | 2015                    | non  |
| Benjamin Dambielle        | Demi d'ouverture       | 15/07/1985     | France               | -                        | Stade rochelais     | 2012                    | oui  |
| Maxime Javaux             | Demi d'ouverture       | 04/10/1993     | France               | -                        | Stade niçois        | 2012                    | oui  |
| Rémi Talès                | Demi d'ouverture       | 02/05/1984     | France               | 24 (0)                   | Castres olympique   | 2015                    | oui  |
| Henry Chavancy            | 3/4 centre             | 22/05/1988     | France               | -                        | Formé au Club       | 2007                    | oui  |
| Alexandre Dumoulin        | 3/4 centre             | 24/08/1989     | France               | -                        | CS Bourgoin-Jallieu | 2011                    | oui  |
| Étienne Dussartre         | 3/4 centre             | 05/02/1993     | France               | -                        | RC Vincennes        | 2009                    | oui  |
| Casey Laulala             | 3/4 centre             | 03/05/1982     | Nouvelle-Zélande     | 2 (0)                    | Munster Rugby       | 2014                    | non  |
| Marc Andreu               | 3/4 aile               | 27/12/1985     | France               | 7 (10)                   | Castres olympique   | 2013                    | oui  |
| Yoan Audrin               | 3/4 aile               | 14/08/1981     | France               | -                        | Montpellier HR      | 2014                    | oui  |
| Juan Imhoff               | 3/4 aile               | 11/05/1988     | Argentine            | 35 (105)                 | Duendes RC          | 2011                    | non  |
| Joe Rokocoko              | 3/4 aile               | 6/06/1983      | Nouvelle-Zélande     | 68 (230)                 | Aviron bayonnais    | 2015                    | non  |
| Teddy Thomas              | 3/4 aile               | 18/09/1993     | France               | -                        | Biarritz olympique  | 2014                    | oui  |
| Brice Dulin               | Arrière                | 13/04/1990     | France               | 24 (23)                  | Castres olympique   | 2014                    | oui  |
| Johan Goosen              | Arrière                | 27/07/1992     | Afrique du Sud       | 5 (8)                    | Cheetahs            | 2014                    | non  |
| Sean Robinson             | Arrière                | 02/11/1993     | Afrique du Sud       | -                        | Sharks              | 2014                    | oui  |
| Louis Dupichot            | Arrière                | 23/09/1995     | France               |                          | Formé au club       | 2015                    | oui  |

## Déroulement de la saison

### Calendrier et résultats[7]
| Date                                     | Catégorie          | Adversaire            | Lieu | Score   | Essais du Racing 92                                                                                         | Class. | Public |
| ---------------------------------------- | ------------------ | --------------------- | ---- | ------- | --- | ------ | ------ |
| Vendredi 7 août 2015                     | Amical             | Stade toulousain      | Ext. | 15 - 14 | Gomes Sa (21e), van der Merwe (66e)                                                                         |        | 4 500  |
| Jeudi 13 août 2015                       | Amical             | Aviron bayonnais      | Ext. | 17 - 35 | Rokocoko (5e), Robinson (15e), Dambielle (34e), Lauret (56e), Chauveau (66e)                                |        |        |
| Vendredi 21 août 2015                    | 1re journée Top 14 | RC Toulon             | Ext. | 22 - 27 | Chavancy (40e), Masoe (67e)                                                                                 | 6e     |        |
| Samedi 29 août 2015                      | 2e journée Top 14  | Stade Rochelais       | Dom. | 20 - 19 | Chat (40e), Masoe (57e)                                                                                     | 3e     |        |
| Samedi 5 septembre 2015                  | 3e journée Top 14  | SU Agen               | Ext. | 30 - 18 | Machenaud (4e), Andreu (75e)                                                                                | 5e     |        |
| Samedi 12 septembre 2015                 | 4e journée Top 14  | FC Grenoble           | Dom. | 23 - 14 | Rokocoko (27e), Chauveau (53e)                                                                              | 4e     |        |
| Vendredi 16 octobre 2015                 | 5e journée Top 14  | US Oyonnax            | Ext. | 9 - 18  | Goosen (14e), Dupichot (80e)                                                                                | 4e     |        |
| Vendredi 23 octobre 2015                 | 6e journée Top 14  | Stade français        | Dom. | 27 - 18 | Chat (3e), Andreu (68e)                                                                                     | 3e     |        |
| Samedi 31 octobre 2015                   | 7e journée Top 14  | CA Brive              | Dom. | 17 - 14 | Ben Arous (63e), Andreu (73e)                                                                               | 2e     |        |
| Dimanche 8 novembre 2015                 | 8e journée Top 14  | Castres olympique     | Ext. | 34 - 8  | Dupichot (63e)                                                                                              | 2e     |        |
| Samedi 21 novembre 2015                  | 2e journée ERCC1   | Llanelli Scarlets     | Ext. | 12 - 29 | Machenaud (8e), Rokocoko (18e), Masoe (28e), Andreu (39e)                                                   | 2e     | 8 512  |
| Samedi 28 novembre 2015                  | 9e journée Top 14  | Stade toulousain      | Dom. | 28 - 13 | Chavancy (39e), Szarzewski (60e), Masoe (69e)                                                               | 2e     |        |
| Vendredi 4 décembre 2015                 | 10e journée Top 14 | Section paloise       | Ext. | 15 - 15 | Aucun essai                                                                                                 | 4e     |        |
| Samedi 12 décembre 2015                  | 3e journée ERCC1   | Northampton Saints    | Dom. | 33 - 3  | Chavancy (13e), Ben Arous (18e), Dulin (35e, 43e), Imhoff(74e)                                              | 1er    | 8 733  |
| Vendredi 18 décembre 2015                | 4e journée ERCC1   | Northampton Saints    | Ext. | 9 - 9   | Aucun essai                                                                                                 | 1er    | 15 064 |
| Dimanche 27 décembre 2015                | 11e journée Top 14 | ASM Clermont Auvergne | Ext. | 16 - 20 | Goosen (51e), Chavancy (59e)                                                                                | 2e     |        |
| Samedi 2 janvier 2016                    | 12e journée Top 14 | Union Bordeaux Bègles | Dom. | 23 - 18 | Szarzewski (37e), Laulala (53e)                                                                             | 1er    |        |
| Samedi 9 janvier 2016                    | 1re journée ERCC1  | Glasgow Warriors      | Dom. | 34-10   | Tameifuna (28e), Szarzewski (43e), Ben Arous (50e), Carizza (80e)                                           | 1er    | 8 133  |
| Dimanche 17 janvier 2016                 | 5e journée ERCC1   | Llanelli Scarlets     | Dom. | 64-14   | Imhoff (12e, 59e), Laulala (23e, 39e, 77e), Claassen (26e), Dupichot (32e), de pénalité (56e), Goosen (69e) | 1er    | 6 931  |
| Samedi 23 janvier 2016                   | 6e journée ERCC1   | Glasgow Warriors      | Ext. | 22-5    | |        |        |
| Samedi 30 janvier 2016                   | 14e journée Top 14 | US Oyonnax            | Dom. | 26-3    | | 1er    |        |
| Week-end du 19, 20 et 21 février 2016    | 15e journée Top 14 | FC Grenoble           | Ext. | 35 - 39 | claassen (12 e), Thomas (20 e), Imhoff (26 e), Chauveau (67 e), Rokocoko (71 e)                             | 1er    |        |
| Week-end du 26, 27 et 28 février 2016    | 16e journée Top 14 | Castres olympique     | Dom. | 9 - 13  | | 2e     |        |
| Week-end du 4, 5 et 6 mars 2016          | 17e journée Top 14 | SU Agen               | Dom. | 38-13   | | 1er    |        |
| Week-end du 11, 12 et 13 mars 2016       | 18e journée Top 14 | Stade français        | Ext. | 16-34   | | 1er    |        |
| Samedi 19 mars 2016                      | 13e journée Top 14 | Montpellier HR        | Ext. | 60-7    | | 2e     |        |
| Week-end du 25, 26 et 27 mars 2016       | 19e journée Top 14 | RC Toulon             | Dom. | 20-21   | Lauret (74 e), Carter (77 e)                                                                                | 4e     | 40 500 |
| Week-end du 1er, 2 et 3 avril 2016       | 20e journée Top 14 | Union Bordeaux Bègles | Ext. | 20-28   | | 3e     |        |
| Week-end du 15, 16 et 17 avril 2016      | 21e journée Top 14 | Stade toulousain      | Ext. | 14-3    | Aucun essai                                                                                                 | 4e     | 28 583 |
| Week-end du 29, 30 avril et 1er mai 2016 | 22e journée Top 14 | ASM Clermont Auvergne | Dom. | 26-20   | | 3e     |        |
| Week-end du 6, 7 et 8 mai 2016           | 23e journée Top 14 | CA Brive              | Ext. | 33-27   | | 4e     |        |
| Week-end du 20, 21 et 22 mai 2016        | 24e journée Top 14 | Section paloise       | Dom. | 43-13   | | 4e     |        |
| Week-end du 27, 28 et 29 mai 2016        | 25e journée Top 14 | Stade Rochelais       | Ext. | 14-30   | | 4e     |        |
| Week-end du 3, 4 et 5 juin 2016          | 26e journée Top 14 | Montpellier HR        | Dom. | 40-25   | | 4e     |        |

Avec 18 victoires, 1 nul et 7 défaites, le Racing 92 termine 4e de la phase régulière et se qualifie pour les barrages.
Top 14
| Rang | Club                   | J  | V  | N | D  | Em | Ee | Bo | Bd | Pm  | Pe  | Diff | Pts |
| ---- | ---------------------- | -- | -- | - | -- | -- | -- | -- | -- | --- | --- | ---- | --- |
| 1    | ASM Clermont           | 26 | 18 | 1 | 7  | 75 | 31 | 10 | 4  | 735 | 431 | +304 | 88  |
| 2    | RC Toulon              | 26 | 16 | 0 | 10 | 89 | 35 | 11 | 7  | 764 | 446 | +318 | 82  |
| 3    | Montpellier HR         | 26 | 18 | 0 | 8  | 68 | 49 | 7  | 2  | 723 | 569 | +154 | 81  |
| 4    | Racing 92              | 26 | 18 | 1 | 7  | 62 | 36 | 5  | 2  | 614 | 522 | +92  | 81  |
| 5    | Stade toulousain       | 26 | 16 | 2 | 8  | 76 | 33 | 7  | 4  | 680 | 393 | +287 | 79  |
| 6    | Castres olympique      | 26 | 15 | 0 | 11 | 67 | 35 | 6  | 5  | 650 | 496 | +154 | 71  |
| 7    | Union Bordeaux Bègles  | 26 | 14 | 2 | 10 | 44 | 45 | 3  | 4  | 552 | 503 | +49  | 67  |
| 8    | CA Brive               | 26 | 13 | 1 | 12 | 42 | 48 | 4  | 4  | 540 | 544 | -4   | 62  |
| 9    | Stade rochelais        | 26 | 11 | 0 | 15 | 49 | 60 | 4  | 6  | 553 | 656 | -103 | 54  |
| 10   | FC Grenoble            | 26 | 10 | 0 | 16 | 58 | 90 | 4  | 3  | 605 | 779 | -174 | 47  |
| 11   | Section paloise P      | 26 | 10 | 1 | 15 | 30 | 73 | 1  | 3  | 420 | 675 | -255 | 46  |
| 12   | Stade français Paris T | 26 | 9  | 0 | 17 | 44 | 60 | 2  | 3  | 543 | 631 | -88  | 41  |
| 13   | SU Agen P              | 26 | 5  | 0 | 21 | 47 | 99 | 1  | 5  | 531 | 846 | -315 | 26  |
| 14   | Oyonnax Rugby          | 26 | 5  | 0 | 21 | 37 | 92 | 2  | 2  | 429 | 847 | -418 | 24  |

Coupe d'Europe
| Rang | Équipe             | J | V | N | D | Em | Ee | Bo | Bd | Pm  | Pe  | Diff | Pts |
| ---- | ------------------ | - | - | - | - | -- | -- | -- | -- | --- | --- | ---- | --- |
| 1    | Racing 92          | 6 | 4 | 1 | 1 | 23 | 6  | 4  | 0  | 174 | 70  | +104 | 22  |
| 2    | Northampton Saints | 6 | 4 | 1 | 1 | 12 | 9  | 1  | 0  | 94  | 93  | +1   | 19  |
| 3    | Glasgow Warriors   | 6 | 3 | 0 | 3 | 10 | 11 | 1  | 1  | 114 | 96  | +18  | 14  |
| 4    | Llanelli Scarlets  | 6 | 0 | 0 | 6 | 6  | 25 | 0  | 2  | 59  | 182 | -123 | 2   |

### Phases finales championnat de France

#### Barrage
Opposé au Stade toulousain, qui a terminé 5e de la phase régulière, le Racing 92 se qualifie en disposant de son adversaire par 21 à 16.
| 11 juin 2016 20h45 | Racing 92                                                         | 21–16 (12–6) | Stade toulousain                                                                            | Stade olympique Yves-du-Manoir, Colombes Arbitre : P. Gaüzère |
| 11 juin 2016 20h45 | Pénalité(s) : Carter 6 (5e, 13e, 17e, 21e, 64e, 75e) Goosen (48e) |              | Essai(s) : Fickou (67e) Transformation(s) : Bézy (67e) Pénalité(s) : Bézy 3 (10e, 26e, 43e) | Stade olympique Yves-du-Manoir, Colombes Arbitre : P. Gaüzère |
| 11 juin 2016 20h45 |                                                                   |              |                                                                                             | Stade olympique Yves-du-Manoir, Colombes Arbitre : P. Gaüzère |

#### Demi-finales
Opposé à l'ASM Clermont, qui a terminé 1er de la phase régulière, le Racing 92 se qualifie en disposant de son adversaire par 34 à 33.
| 17 juin 2016 20h45 | ASM Clermont | 33–34 a. p. (11–16) | Racing 92 | Roazhon Park, Rennes 29 013 spectateurs Arbitre : Alexandre Ruiz |
| 17 juin 2016 20h45 | Essai(s) : Lee (40e), Fofana (62e) Transformation(s) : Lopez (62e) Pénalité(s) : Parra (33e), Lopez (43e, 46e, 53e), Spedding (87e), James (92e) Drop(s) : Lopez (4e) |                     | Essai(s) : Goosen (27e), Rokocoko (47e), Imhoff (98e) Transformation(s) : Goosen (50e), Carter (98e) Pénalité(s) : Carter (11e, 22e, 25e, 58e) | Roazhon Park, Rennes 29 013 spectateurs Arbitre : Alexandre Ruiz |
| 17 juin 2016 20h45 | |                     | | Roazhon Park, Rennes 29 013 spectateurs Arbitre : Alexandre Ruiz |

#### Finale
Opposé au RC Toulon, qui a terminé 2e de la phase régulière, le Racing 92 devient champion de France 2016 en disposant de son adversaire par 29 à 21.
(mt : 12 – 14)
Points marqués :
- Racing 92 : 
1 essai de Rokocoko (59e)
8 pénalités de Carter (7e, 25e, 40e, 58e, 80e) et Goosen (33e, 48e, 51e)
- RC Toulon : 
2 essais de  Gorgodze (29e) et Mermoz (71e) 
 1 transformation de Halfpenny (71e)
3 pénalités de Halfpenny (2e, 19e, 23e)

Évolution du score : 0-3, 3-3, 3-6, 3-9, 6-9, 6-14, 9-14, 12-14, 15-14, 18-14, 21-14, 26-14, 26-19, 26-21, 29-21.
Arbitre : Mathieu Raynal
Résumé
| Racing 92 · Titulaires · Brice Dulin 15 · Joe Rokocoko 14 · Johan Goosen 13 · Henry Chavancy 12 · Juan Imhoff 11 · Daniel Carter 10 · 17e Maxime Machenaud 9 · 73e Chris Masoe 8 · Yannick Nyanga 7 · Wenceslas Lauret 6 · 69eManuel Carizza 5 · Bernard Le Roux 4 · 63e Ben Tameifuna 3 · 60e Dimitri Szarzewski 2 · 71e Eddy Ben Arous 1 · Remplaçants · 60e Camille Chat 16 · 63e Luc Ducalcon 17 · 69e Juandré Kruger 18 · 71e Khatchik Vartanov 19 · 73e Antonie Claassen 20 Entraîneurs · Laurent Labit · Laurent Travers · Ronan O'Gara |  | RC Toulon · Titulaires · 73e Leigh Halfpenny 15 · 63e Josua Tuisova 14 · Mathieu Bastareaud 13 · Maxime Mermoz 12 · Bryan Habana 11 · 63e Matt Giteau 10 · Jonathan Pélissié 9 · Steffon Armitage 8 · Juan Martín Fernández Lobbe 7 · 64e Mamuka Gorgodze 6 · 55e Konstantin Mikautadze 5 · Samu Manoa 4 · 63eLevan Chilachava 3 · 55e Guilhem Guirado 2 · 49e à 59e 73e Xavier Chiocci 1 · Remplaçants · 55e Jean-Charles Orioli 16 · 55e Romain Taofifénua 17 · 63e Frédéric Michalak 18 · 63e Manasa Saulo 19 · 63e Delon Armitage 20 · 64e Virgile Bruni 21 · 73e Théo Belan 22 · 73e Florian Fresia 23 · Entraîneurs · Bernard Laporte · Jacques Delmas · Steve Meehan |

### Phases finales coupe d'Europe

#### Quarts de finale
Opposé au RC Toulon, qui a terminé 2e de la poule 5 en phase régulière, le Racing 92 se qualifie en disposant de son adversaire par 19 à 16.
| 10 avril 2016 17h15 | Racing 92 | 19–16 (10–10) | RC Toulon                                                                                               | Stade olympique Yves-du-Manoir, Colombes Arbitre : Wayne Barnes |
| 10 avril 2016 17h15 | Essai(s) : 1 Imhoff (2e) Transformation(s) : 1 Carter (4e) Pénalité(s) : 4 Carter (1re), Machenaud (47e, 51e, 78e) |               | Essai(s) : 1 Ollivon (8e) Transformation(s) : 1 Pélissié (10e) Pénalité(s) : 3 Pelissié (40e, 43e, 59e) | Stade olympique Yves-du-Manoir, Colombes Arbitre : Wayne Barnes |
| 10 avril 2016 17h15 | |               | | Stade olympique Yves-du-Manoir, Colombes Arbitre : Wayne Barnes |

#### Demi finales
Opposé à l'équipe anglaise des Leicester Tigers, qui a terminé première de la poule 4 en phase régulière, puis éliminé le Stade français en quarts de finale, le Racing 92 se qualifie en disposant de son adversaire par 19 à 16.
| 24 avril 2016 16h15 | Leicester Tigers                                                                                                | 16 - 19 (6 - 13) | Racing 92 | City Ground, Nottingham 22 148 spectateurs Arbitre : Nigel Owens |
| 24 avril 2016 16h15 | Essai(s) : 1 Veainu (79e) Transformation(s) : 1 Williams (79e) Pénalité(s) : 3 Burns (27e), Williams (37e, 43e) |                  | Essai(s) : 1 Machenaud (2e) Transformation(s) : 1 Carter (3e) Pénalité(s) : 3 Carter (20e, 39e, 50e), Goosen (73e) | City Ground, Nottingham 22 148 spectateurs Arbitre : Nigel Owens |
| 24 avril 2016 16h15 | |                  | | City Ground, Nottingham 22 148 spectateurs Arbitre : Nigel Owens |

#### Finale
Opposé à l'équipe anglaise des Saracens, qui a terminé première de la poule 1 en phase régulière, puis éliminé les Anglais de Northampton Saints en quarts de finale puis ceux des Wasps en demi-finales, le Racing 92 succombe contre son adversaire par 9 à 21.
| 14 mai 2016 17 h 45 | Saracens                                                   | 21 - 9 (12 - 6) | Racing 92                              | Parc Olympique lyonnais, Lyon Arbitre : Nigel Owens |
| 14 mai 2016 17 h 45 | Pénalité(s) : 7 Farrell (9e, 24e, 31e, 38e, 50e, 75e, 78e) |                 | Pénalité(s) : 3 Goosen (17e, 35e, 61e) | Parc Olympique lyonnais, Lyon Arbitre : Nigel Owens |
| 14 mai 2016 17 h 45 |                                                            |                 |                                        | Parc Olympique lyonnais, Lyon Arbitre : Nigel Owens |

(mt : 12 – 6)
Points marqués :
- Saracens  : 
7 pénalités de Farrell (10e, 25e, 32e, 39e, 51e, 76e, 79e)
- Racing 92  : 
3 pénalités Goosen (18e, 36e, 62e)

Évolution du score : 3-0, 3-3, 6-3, 9-3, 9-6, 12-6, 15-6, 18-6, 21-6.
Arbitre : Nigel Owens 
Résumé
| Saracens · Titulaires · Alex Goode 15 · Chris Ashton 14 · 77e Duncan Taylor 13 · Brad Barritt 12 · Chris Wyles 11 · 80e Owen Farrell 10 · 80e Richard Wigglesworth 9 · 43e Billy Vunipola 8 · Will Fraser 7 · 55e Michael Rhodes 6 · George Kruis 5 · 80e Maro Itoje 4 · 68e Petrus du Plessis 3 · 52e Schalk Brits 2 · 77e Mako Vunipola 1 · Remplaçants · 52e Jamie George 16 · 77e Richard Barrington 17 · 68e Juan Figallo 18 · 80e Jim Hamilton 19 · 55e 43e Jackson Wray 20 · 80e Ben Spencer 21 · 80e Charlie Hodgson 22 · 77e Marcelo Bosch 23 · Entraîneurs · Mark McCall |  | Racing 92 · Titulaires · Brice Dulin 15 · Joe Rokocoko 14 · Johan Goosen 13 · 57e Alexandre Dumoulin 12 · Juan Imhoff 11 · 43e Daniel Carter 10 · 22e Maxime Machenaud 9 · Chris Masoe 8 · 66e Bernard Le Roux 7 · Wenceslas Lauret 6 · 66e François van der Merwe 5 · Luke Charteris 4 · 68e Ben Tameifuna 3 · 66e Dimitri Szarzewski 2 · 76e Eddy Ben Arous 1 · Remplaçants · 66e Virgile Lacombe 16 · 76e Khatchik Vartanov 17 · 68e Luc Ducalcon 18 · 66e Manuel Carizza 19 · 77e Antonie Claassen 20 · 22e Mike Phillips 21 · 43e Rémi Talès 22 · 57e Henry Chavancy 23 · Entraîneurs · Laurent Labit · Laurent Travers · Ronan O'Gara |

## Statistiques

### Statistiques collectives
| En championnat de France - 18 victoires, 1 match nul et 7 défaites - Points marqués : 614 - Points encaissés : 522 - Essais marqués : 62 - Essais encaissés : 36 - Bonus offensif : 5 - Bonus défensif : 2 | En coupe d'Europe - 6 victoires, 1 match nul et 2 défaites - Points marqués : 221 - Points encaissés : 123 - Essais marqués : 25 - Essais encaissés : 8 - Bonus offensif : 4 - Bonus défensif : 0 |

### Statistiques individuelles

#### Championnat de France
| Meilleurs marqueurs - Joe Rokocoko : 7 essais - Johan Goosen : 7 essais - Juan Imhoff : 7 essais - Marc Andreu : 6 essais - Henry Chavancy : 7 essais | Meilleurs buteurs - Maxime Machenaud : 141 points - Dan Carter : 120 points - Johan Goosen : 64 points - Benjamin Dambielle : 23 points - Maxime Javaux : 13 points - Brice Dulin : 2 points | Meilleurs réalisateurs - Maxime Machenaud : 146 points - Dan Carter : 135 points - Johan Goosen : 99 points - Joe Rokocoko : 35 points - Juan Imhoff : 35 points |

#### Coupe d'Europe
| Meilleurs marqueurs - Juan Imhoff : 5 essais - Casey Laulala : 3 essais - Maxime Machenaud : 3 essais | Meilleurs buteurs - Dan Carter : 16 pénalités - Johan Goosen : 6 pénalités - Maxime Machenaud : 3 pénalités | Meilleurs réalisateurs - Dan Carter : 73 points - Johan Goosen : 35 points - Maxime Machenaud : 31 points |